# Philippe Vanderwal
Philippe Vanderwal ou Philip van der Wal, né en 1774 à Rotterdam et mort le 19 juin 1819 à Amiens, est un peintre néerlandais.

## Biographie
Philip van der Wal nait à Rotterdam.
Il émigre à Paris où il devient élève de Jacques-Louis David. 
Il épouse Anne Marie Josèphe Cornette (?-1832). À Rome où il part étudier, le couple donne naissance à la future artiste peintre Estelle Pauline Vanderwal (1813-1891), et à Paris, à Camille Virginie Vanderwal (1807-1851), future artiste dramatique.
Il emménage à Amiens où il est professeur de dessin au collège royal.
Il meurt à l'âge de 45 ans.